# Ansiktshår
Ansiktshår är hår på en människas ansikte.
Män och kvinnor har vellushår (opigmenterade fjun) i ansiktet, varav mängden inte är könsberoende. Hos pojkar i puberteten förgrovas och pigmenteras dessa hår, det vill säga blir terminalhår. Detta är ett av männens sekundära könskarakteristika. Männens terminalhår i ansiktet omfattar skägg, mustasch och polisonger. Hirsutism är när kvinnor utvecklar manlig behåring i till exempel ansiktet, och beror oftast på hormonförändringar.